# خلدون منصور
خلدون منصور (23 ديسمبر 1993)، هو لاعب كرة قدم تونسي.

## روابط خارجية
- خلدون منصور على موقع قاعدة بيانات كرة القدم.إي يو (الإنجليزية)
- خلدون منصور على موقع Soccerway.com (الإنجليزية)